# Rowley Regis
Rowley Regis este un oraș în comitatul West Midlands, regiunea West Midlands, Anglia. Orașul se află în districtul metropolitan Sandwell. 